# Шалинац
Шалинац је насељено место града Смедерева у Подунавском округу. Према попису из 2022. има 501 становника (према попису из 2011. било је 558 становника).
У близини Шалинца налази се Шалиначки луг. У саставу Шалинца био је Кулич који је од 2011. самостално насеље.

## Демографија
У насељу Шалинац живи 816 пунолетних становника, а просечна старост становништва износи 43,4 година (42,4 код мушкараца и 44,4 код жена). У насељу има 316 домаћинстава, а просечан број чланова по домаћинству је 3,12.
Ово насеље је великим делом насељено Србима (према попису из 2002. године).
|  |

| Демографија | Демографија | Демографија |
| Година      | Становника  | Становника  |
| ----------- | ----------- | ----------- |
| 1948.       | 1.234       |             |
| 1953.       | 1.393       |             |
| 1961.       | 1.407       |             |
| 1971.       | 1.205       |             |
| 1981.       | 1.167       |             |
| 1991.       | 1.160       | 1.113       |
| 2002.       | 985         | 1.080       |
| 2011.       | 558         |             |
| 2022.       | 501         |             |

| Етнички састав према попису из 2002.‍ | Етнички састав према попису из 2002.‍ | Етнички састав према попису из 2002.‍ | Етнички састав према попису из 2002.‍ | Етнички састав према попису из 2002.‍ |
| ------------------------------------ | ------------------------------------ | ------------------------------------ | ------------------------------------ | ------------------------------------ |
|                                      |                                      |                                      |                                      |                                      |
| Срби                                 | Срби                                 |                                      | 976                                  | 99,08%                               |
| Немци                                | Немци                                |                                      | 2                                    | 0,20%                                |
| Македонци                            | Македонци                            |                                      | 1                                    | 0,10%                                |
| Бугари                               | Бугари                               |                                      | 1                                    | 0,10%                                |
| непознато                            | непознато                            |                                      | 5                                    | 0,50%                                |

| Година пописа     | 1948. | 1953. | 1961. | 1971. | 1981. | 1991. | 2002. |
| ----------------- | ----- | ----- | ----- | ----- | ----- | ----- | ----- |
| Број домаћинстава | 257   | 293   | 303   | 290   | 296   | 297   | 316   |

| Број чланова      | 1  | 2  | 3  | 4  | 5  | 6  | 7 | 8 | 9 | 10 и више | Просек |
| ----------------- | -- | -- | -- | -- | -- | -- | - | - | - | --------- | ------ |
| Број домаћинстава | 59 | 83 | 48 | 62 | 33 | 22 | 4 | 2 | 3 | 0         | 3,12   |

| Пол    | Укупно | Неожењен/Неудата | Ожењен/Удата | Удовац/Удовица | Разведен/Разведена | Непознато |
| ------ | ------ | ---------------- | ------------ | -------------- | ------------------ | --------- |
| Мушки  | 431    | 104              | 258          | 48             | 19                 | 2         |
| Женски | 407    | 51               | 262          | 73             | 20                 | 1         |
| УКУПНО | 838    | 155              | 520          | 121            | 39                 | 3         |

| Пол    | Укупно                    | Пољопривреда, лов и шумарство | Рибарство                            | Вађење руде и камена | Прерађивачка индустрија       |
| ------ | ------------------------- | ----------------------------- | ------------------------------------ | -------------------- | ----------------------------- |
| Мушки  | 239                       | 162                           | 0                                    | 2                    | 44                            |
| Женски | 145                       | 113                           | 0                                    | 0                    | 18                            |
| УКУПНО | 384                       | 275                           | 0                                    | 2                    | 62                            |
| Пол    | Производња и снабдевање   | Грађевинарство                | Трговина                             | Хотели и ресторани   | Саобраћај, складиштење и везе |
| Мушки  | 2                         | 5                             | 1                                    | 3                    | 4                             |
| Женски | 0                         | 0                             | 1                                    | 1                    | 4                             |
| УКУПНО | 2                         | 5                             | 2                                    | 4                    | 8                             |
| Пол    | Финансијско посредовање   | Некретнине                    | Државна управа и одбрана             | Образовање           | Здравствени и социјални рад   |
| Мушки  | 0                         | 1                             | 3                                    | 1                    | 2                             |
| Женски | 0                         | 0                             | 1                                    | 3                    | 3                             |
| УКУПНО | 0                         | 1                             | 4                                    | 4                    | 5                             |
| Пол    | Остале услужне активности | Приватна домаћинства          | Екстериторијалне организације и тела | Непознато            | Непознато                     |
| Мушки  | 6                         | 0                             | 0                                    | 3                    | 3                             |
| Женски | 0                         | 0                             | 0                                    | 1                    | 1                             |
| УКУПНО | 6                         | 0                             | 0                                    | 4                    | 4                             |